# Seondha
Seondha é uma cidade e uma nagar panchayat no distrito de Datia, no estado indiano de Madhya Pradesh.

## Geografia
Seondha está localizada a 26° 10′ N, 78° 47′ L. Tem uma altitude média de 152 metros (498 pés).

## Demografia
Segundo o censo de 2001, Seondha tinha uma população de 19 540 habitantes. Os indivíduos do sexo masculino constituem 55% da população e os do sexo feminino 45%. Seondha tem uma taxa de literacia de 60%, superior à média nacional de 59,5%: a literacia no sexo masculino é de 69% e no sexo feminino é de 49%. Em Seondha, 16% da população está abaixo dos 6 anos de idade.